# Pagoda de Hierro
La pagoda de Hierro (en chino, 鐵塔) del templo Youguo (佑國寺), situada en la ciudad de Kaifeng, provincia de Henan, China, es una pagoda budista construida en 1049 durante la Dinastía Song (960-1279). La pagoda no se llama así porque esté hecha de hierro, sino porque su color se parece al del hierro. Es una torre de ladrillo construida en el emplazamiento de una anterior pagoda de madera que se quemó por un rayo en 1044. Junto con las pagodas Liuhe, Lingxiao, Liaodi, Pizhi, y Beisi, es considerada una obra maestra de la arquitectura de la Dinastía Song.

## Arquitectura
La pagoda tiene una base octogonal y una altura de 56,88 metros, con un total de trece plantas. Es una torre de ladrillos con un núcleo sólido que contiene una escalera de caracol interior de piedra y aberturas exteriores para permitir que entre luz y aire. La pagoda contiene muchos dougong articulados en los aleros (miyan) y muchas plantas (louge). El exterior contiene más de cincuenta variedades diferentes de ladrillos vidriados y 1.600 grabados intrincados y ricamente detallados, incluidos las de Buda de pie y sentado, monjes de pie, cantantes, bailarines,  flores, leones, dragones y otros animales legendarios así como muchos grabados. Bajo los aleros hay 104 campanas que suenan con el viento. Los cimientos descansan en limo del Río Amarillo. Dentro de la Pagoda de Hierro hay frescos de cuentos clásicos chinos, como Viaje al Oeste.

## Historia
En la capital de la dinastía Song del Norte (960-1127), Kaifeng, el famoso arquitecto Yu Hao construyó una magnífica pagoda de madera, como parte del Templo Yougou (entre 965-995) que fue considerada por muchos de sus contemporáneos como una obra de arte. Por desgracia, esta estructura tan admirada se quemó en 1044 después de que cayera un rayo. Bajo las órdenes del Emperador Renzong (1022–1063), se construyó en su lugar una nueva pagoda, finalizada en 1049. La nueva torre se construyó de ladrillos y piedra no inflamable, y fue apodada 'Pagoda de Hierro' debido a su color gris hierro visto desde lejos (sus ladrillos son en verdad ladrillos vidriados de color rojo, marrón, azul y verde). En 1847 el Río Amarillo se desbordó y el Templo Youguo se derrumbó, pero la Pagoda de Hierro sobrevivió. Históricamente, la pagoda ha sufrido 38 terremotos, seis inundaciones y muchos otros desastres naturales, pero se mantiene intacta tras casi mil años desde su construcción.
En 1994, la pagoda de Hierro apareció en un sello chino de dos yuanes.

## Galería de imágenes

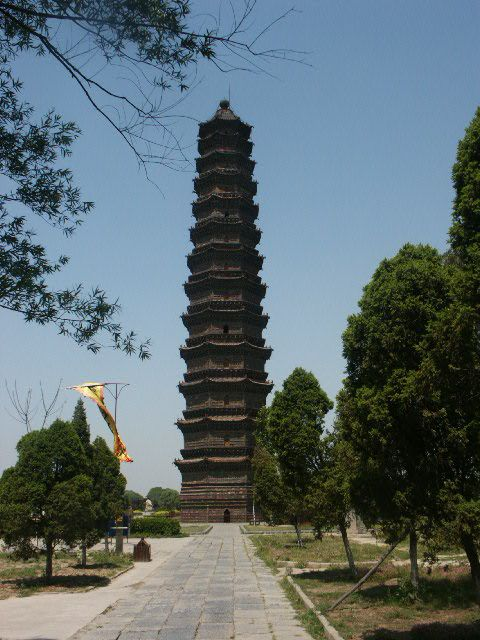
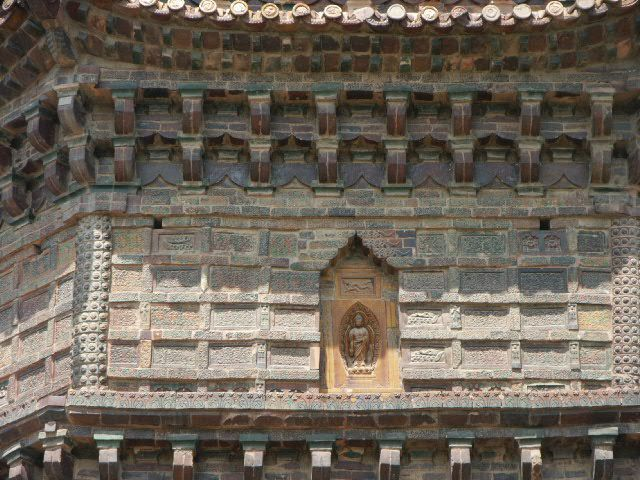